# Villa María (San José)
Ne doit pas être confondu avec Villa María (Río Negro).
Villa María est une ville de l'Uruguay située dans le département de San José. Sa population est de 512 habitants.

## Infrastructure
La route 3 est important dans cette ville.

## Population
| Année | Population |
| ----- | ---------- |
| 1963  | 104        |
| 1975  | 209        |
| 1985  | 279        |
| 1996  | 322        |
| 2004  | 512        |

Référence,.